# تبریز خلیل‌بیگلی
تبریز خلیل‌بیگلی (ترکی آذربایجانی: Təbriz Xəlilbəyli; ۱۲ فوریهٔ ۱۹۶۴ – ۳۱ ژانویهٔ ۱۹۹۲) قهرمان ملی جمهوری آذربایجان است، که در جریان جنگ قره‌باغ توسط نیروهای مسلح ارمنستان کشته شد.

## اوایل زندگی و تحصیل
تبریز خلیل‌بیگلی ۱۲ فوریه سال ۱۹۶۴ در خانواده خلیل‌رضا اولوتروک، شاعر سرشناس آذربایجانی، در باکو به دنیا آمد. در سال ۱۹۸۱، آموزش متوسطه خود را در مدرسه شماره ۱۸ به نام میکائیل مشفق در باکو به اتمام رساند. او دانش‌آموخته دانشگاه دولتی فرهنگ و هنر آذربایجان بود. تبریز خلیل‌بیگلی فعالیت‌های شغلی خود را در «آذرفیلم»، استودیوی ساخت فیلم به نام جعفر جبارلی، شروع کرد.

## جنگ قره‌باغ
به‌دنبال آغاز جنگ قره‌باغ، تبریز خلیل‌بیگلی به صورت داوطلبانه‌ای به نیروهای مسلح جمهوری آذربایجان پیوست و عازم خط مقدم جبهه جنگ شد. او در تمامی نبردهای رخ داده در روستاهای «خرومورد» و نخجوانلی جنگید. وزارت امور داخله جمهوری آذربایجان از تبریز خلیل‌بیگلی در پاس اقدامات قهرمانانه و شجاعتش با اهدا جایزه «گرگ خاکستری» تقدیر به عمل آورد. تبریز خلیل‌بیگلی در جریان «عملیات داش‌آلتی»، عملیات ناموفقی که ارتش آذربایجان برای آزادسازی روستای «داش‌آلتی» انجام داد، از سوی نظامیان ارمنی کشته شد. او در خیابان شهدای باکو خاکسپاری شد.

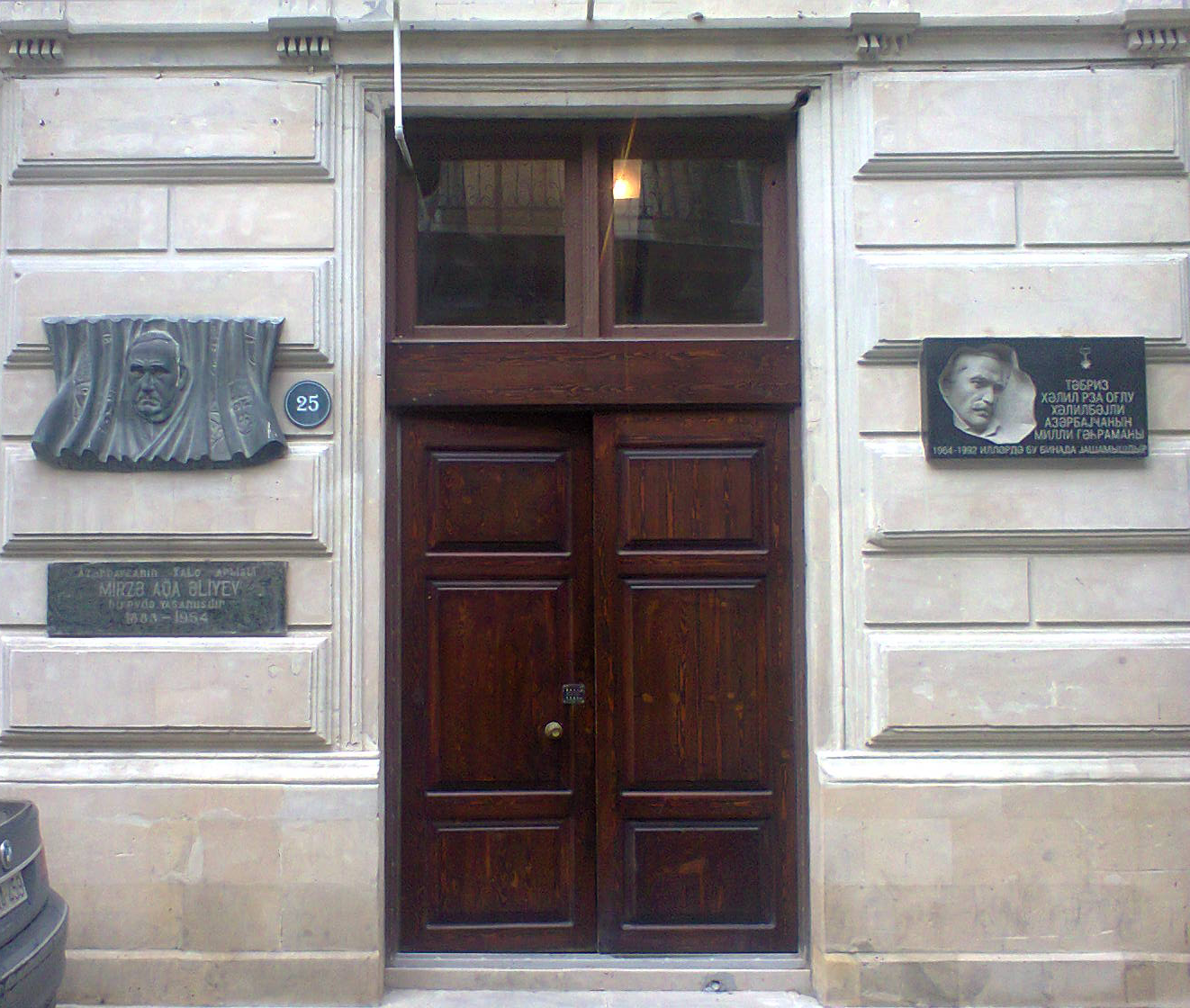
لوح یادبود در خیابان تبریز خلیل‌بیگلی (باکو)

## نشان
- بنابر فرمان رئیس‌جمهوری آذربایجان مورخ ۸ اکتبر سال ۱۹۹۲، پس از مرگش به تبریز خلیل‌بیگلی نشان قهرمان ملی این کشور، اعطاء گردید.

## گرامیداشت
- یک خیابان در باکو و یکی در سالیان نام تبریز خلیل‌بیگلی را به محترم می دارند.
- یک کشتی مورد استفاده برای اهداف ویژه وامدار اسم تبریز خلیل‌بیگلی می‌باشد.[۴]
- در مقابل خانه تبریز خلیل‌بیگلی لوح یادبودش نصب شده‌است.